# جمهورية ألبا 1944
جمهورية ألبا 1944 هي جمهورية ذات عمر قصير تقع في شمال إيطاليا قامت في ألبا من 10 أكتوبر إلى 2 نوفمبر 1944 كمقاومة للفاشية الإيطالية أثناء الحرب العالمية الثانية. 

## اقرًا أيضًا
- حركة المقاومة الإيطالية